# Wongyeong
Wongyeong, född 1365, död 1420, var en Koreas drottning 1400 – 1418, gift med kung Taejong.  Hon var en av Joseondynastins mest politiskt aktiva drottningar.
Hon beskrivs som intelligent och ambitiös, och stödde aktivt sin make i hans kamp med sina bröder om posten son tronarvinge. Hon ska ha undanhållit sin klans soldater från premiärministern och sedan använt dem under den första konflikten mellan prinsarna för att bli utsedd till tronarvinge under sin svärfars regeringstid. Under hennes svågers regeringstid stödde hon sin mans kamp i att bli sin brors tronarvinge. Hon blev drottning när hennes man efterträdde sin bror 1400. Hon agerade som sin mans rådgivare och ingrep ett flertal gånger i politiken. Paret hade dock en med tiden alltmer ansträngd relation, då hon ogillade sin mans konkubiner och ska vid i varje fall ett tillfälle ha ingripit mot dem, vilket gjorde att hennes man började undvika hennes del av palatset. Hon stödde sig kraftigt på sin egen klan och deras ambitioner. 1406 förvisades två av hennes bröder från hovet och tvingades begå självmord efter en intrig. 1416 avslöjades ännu en intrig varpå ytterligare två av hennes bröder förvisades och tvingades begå självmord. Hennes egen ställning rördes dock inte. 